# KING SOUTH G
킹 사우스 쥐(KING SOUTH G, 본명: 김남호, 1996년 1월 6일~)는 대한민국의 래퍼이다. 뉴웨이브 레코즈 소속이다.

## 앨범
- 보호관찰, 2021년
- 킹사우스콰치 2022년
- 딸배트랩 & 딸배퐁크, 2022년